# Ziziphora
Ziziphora es un género con 84 especies de plantas con flores perteneciente a la familia de las labiadas (Lamiaceae). Es originaria de la región del Mediterráneo hasta Mongolia.

## Especies seleccionadas
| - Ziziphora acinoides - Ziziphora acutifolia - Ziziphora afghanica - Ziziphora alboi - Ziziphora alpina - Ziziphora aragonensis | - Ziziphora biebersteiniana - Ziziphora borzhomica - Ziziphora bracteolata - Ziziphora brantii - Ziziphora hispanica |